# Réacteur nucléaire d'Aïn Oussara
Le réacteur nucléaire d'Aïn Oussara également nommé Essalam (qui signifie la paix en arabe) est un réacteur nucléaire de recherche algérien, destiné à la production de produits radiopharmaceutiques, à l'analyse par activation neutronique, à l'exploration de la matière et à la formation. Il peut délivrer une puissance de 15 mégawatts. Il fut construit en coopération avec la Chine dans la région de Aïn Oussara, à 200 km au sud d’Alger. Il est en service depuis 1993.
Ce réacteur à eau lourde fonctionne avec de l'uranium faiblement enrichi,. Il avait suscité, dans les années 1990, des craintes américaines à cause de sa taille et de la large défense aérienne dont il bénéficiait. Ce réacteur n'est en réalité pas plus protégé que les autres installations, de même type, de par le monde. En fait, la protection physique des installations nucléaires est une obligation internationale édictée par l'Agence internationale de l'énergie atomique (AIEA) pour empêcher les actes malveillants et les vols de matière nucléaire. Une enquête de la CIA avait conclu à « une possibilité d'utilisation militaire » de ce réacteur nucléaire. Les 15 mégawatts du réacteur permettraient de produire 3 à 5 kilos de plutonium par an, ce qui est suffisant pour fabriquer une bombe nucléaire.
Cependant depuis 1992, l’Algérie a soumis ses installations nucléaires au contrôle de l’AIEA, dont elle est membre du conseil des gouverneurs. L'Algérie a ratifié en 1995 le traité sur la non-prolifération des armes nucléaires (TNP) en tant qu'état non doté d'armes nucléaires. Peu de temps après, l'Algérie est parmi les premiers pays à signer le traité de Pelindaba, qui fait du continent africain une zone exempte d'armes nucléaires.

En 2019, le réacteur redémarre à la suite d'une mise à niveau menée par la Compagnie nucléaire nationale chinoise.